# Rita Haub
Rita Haub (* 18. Februar 1955 in München; † 8. Januar 2015 in Dachau) war eine deutsche Musikwissenschaftlerin, Historikerin, Journalistin und Publizistin.

## Leben
Nach einer musikalisch-praktischen Ausbildung im Fach Klavier und Konzertgitarre und einer künstlerischen Ausbildung im Fach Malen und Weben und dem Erwerb der Allgemeinen Hochschulreife an einem neusprachlichen Gymnasium studierte sie Chemie, Musikwissenschaft, Lateinische Philologie des Mittelalters und Historische Grundwissenschaften an der Ludwig-Maximilians-Universität München. Sie erwarb den akademischen Abschluss eines M.A mit einer Arbeit über „Ausgewählte Motetten aus der Notre-Dame-Handschrift Mü A (Bayer. Staatsbibliothek, Cod. Gall. 42)“, es folgte eine Promotion (Dr. phil.) mit einer Arbeit über „Das Urkundenwesen in der Diözese Eichstätt bis zur Mitte des 13. Jahrhunderts“.
Von 1983 bis 1996 war sie als wissenschaftliche Mitarbeiterin in den Monumenta Germaniae Historica, dem Haus der Bayerischen Geschichte und bei der Bayerischen Akademie der Wissenschaften tätig. Anschließend übernahm sie bis 2004 die Aufgabe der Leiterin des Archivs der Oberdeutschen Provinz der Jesuiten in München (Archivum Monacense Societatis Jesu), danach leitete sie das Referat Geschichte & Medien der Deutschen Provinz der Jesuiten.
In den Jahren 2009 bis 2011 lehrte sie als Dozentin der Münchner Seniorenakademie.
Rita Haub starb am 8. Januar 2015.

## Mitarbeit in Vereinen, Gremien und Redaktionen
- Zeitschrift Archivum Historicum Societatis Iesu (Rom) (Redakteurin)
- INIGO Medien GmbH (München) (Redakteurin und Gesellschafterin)
- Jesuiten-Online-Redaktion (www.jesuiten.org) (München) (Redakteurin)
- Jesuitica e.V., Verein zur Erforschung der Geschichte des Jesuitenordens (Gründungsmitglied)
- Historikerkommission zur Seligsprechung von Jakob Rem SJ (Mitglied)

## Forschungsschwerpunkte von Rita Haub
- Geschichte der Jesuiten bis zur ersten Aufhebung des Ordens 1773
- biographische Forschung zu Persönlichkeiten des Jesuitenordens
- Jesuitenmission u. a. in Paraguay
- Pädagogik der Jesuiten
- Jesuiten und Naturwissenschaften
- Jesuiten in der Zeit des Nationalsozialismus (insbesondere Alfred Delp und Rupert Mayer)[1]

## Werke (Auswahl)

### Publikationen in Buchform
- Die Motetten in der Notre-Dame-Handschrift Mü A (Bayerische Staatsbibliothek, Cod. gall. 42) (= Münchner Editionen zur Musikgeschichte, Band 8), Tutzing 1986
- Das Urkundenwesen in der Diözese Eichstätt bis zur Mitte des 13. Jahrhunderts, München 1993, (zugleich Hochschulschrift München, Univ., Diss., 1990)
- Hrsg., zusammen mit Julius Oswald SJ: Jesuitica. Bibliographie zur Geschichte – Kunst – Literatur – Naturwissenschaft – Philosophie – Theologie der Gesellschaft Jesu, 3., erweiterte Aufl., München 1997
- Hrsg., mit Peter M. Daly und G. Richard Dimler: Emblematik und Kunst der Jesuiten in Bayern. Einfluß und Wirkung (= Imago Figurata, Studies III), Turnhout 2000, ISBN 2-503-50967-3.
- mit Franz Daxecker, Peter Frieß, Julius Oswald: Sonne entdecken. Christoph Scheiner 1575–1650, Ingolstadt 2000, ISBN 3-932113-29-2.
- Franz Xaver. Aufbruch in die Welt (= Topos-plus-Taschenbücher, Band 423) Limburg, Kevelaer 2002, ISBN 3-7867-8423-X.
- Rupert Mayer. Der Wahrheit verpflichtet (Topos-plus-Taschenbücher, Band 512), Limburg, Kevelaer 2004, ISBN 3-7867-8512-0.
- Petrus Canisius. Botschafter Europas (Topos-plus-Taschenbücher, Band 513), Limburg, Kevelaer 2004, ISBN 3-7867-8513-9.
- Peter Faber. Globetrotter Gottes (= Topos-plus-Taschenbücher, Band 568), Kevelaer 2006, ISBN 3-7867-8568-6.
- Ignatius von Loyola. Gott in allen Dingen finden (= Topos-plus-Taschenbücher, Band 567), Kevelaer 2006, ISBN 3-7867-8567-8.
- Es fordert den ganzen Menschen. Jesuiten im Widerstand, Würzburg 2007, ISBN 978-3-429-02718-6.
- Die Geschichte der Jesuiten, Darmstadt 2007, ISBN 978-3-89678-580-0 und ISBN 978-3-534-19019-5.
- Alfred Delp. Beten und Glauben (= Topos-plus-Taschenbücher, Band 604), Kevelaer 2007, ISBN 978-3-7867-8604-7.
- Sonne, Mond und Sterne. Jesuiten als Entdecker (= Topos-plus-Taschenbücher, Band 642), Kevelaer 2008, ISBN 978-3-8367-0642-1.
- Die Jesuitengruft in der Studienkirche Dillingen an der Donau, Lindenberg 2008, ISBN 978-3-89870-498-4.
- mit Paul Oberholzer: Matteo Ricci und der Kaiser von China. Jesuitenmission im Reich der Mitte, Würzburg 2010, ISBN 978-3-429-03226-5.
- Franz von Tattenbach SJ. Die Sorge um den Menschen steht im Mittelpunkt – Ein Erzieher für Mittelamerika, Kevelaer 2010, ISBN 978-3-8367-0733-6.
- mit Peter Hamm: Philosophie zwischen Traum und Wirklichkeit. Gedankengänge zu Macht und Kraft, Plus und Minus, Würzburg 2013, ISBN 978-3-429-03639-3.
- mit Peter Hamm: ZeitGeist Gott! Glaube und Sein im Kontext von Menschheit und Religion, Würzburg 2014, ISBN 978-3-429-03724-6.
- Alfred Delp. Im Widerstand gegen Hitler (= Topos-Taschenbücher, Band 1007), Kevelaer 2015, ISBN 978-3-8367-1007-7.

### Beiträge in Sammelwerken
- Petrus Canisius als Schriftsteller, in: Julius Oswald, Peter Rummel (Hrsg.), Petrus Canisius – Reformer der Kirche. Festschrift zum 400. Todestag des zweiten Apostels Deutschlands (= Jahrbuch des Vereins für Augsburger Bistumsgeschichte e.V., Band 30), Augsburg 1996, ISBN 3-929246-17-1, S. 151–177.
- Codex Mellicensis 950, in: Walter Pass, Alexander Rausch (Hrsg.), Mittelalterliche Musiktheorie in Zentraleuropa (= Musica mediaevalis Europae occidentalis 4), Tutzing 1998, ISBN 3-7952-0951-X, S. 51–55.
- Jesuitisch geprägter Schulalltag. Die Bayerische Schulordnung (1569) und die Ratio studiorum (1599), in: Rüdiger Funiok, Harald Schöndorf (Hrsg.), Ignatius von Loyola und die Pädagogik der Jesuiten. Ein Modell für Schule und Persönlichkeitsbildung, Donauwörth 2000, ISBN 3-403-03225-6, S. 130–159.

### Zeitschriftenartikel
- Georgius Victorinus und der Triumphus Divi Michaelis Archangeli Bavarici, in: Musik in Bayern, Jahrgang 51, 1995, S. 79–85.
- Matthäus Rader im Spiegel seiner Briefe, in: Stimmen der Zeit, Jahrgang 214, 1996, S. 209–212.
- Eine Urkunde Oswalds von Wolkenstein im Bestand der Klosterurkunden Beuerberg im Bayerischen Hauptstaatsarchiv München, in: Zeitschrift für bayerische Landesgeschichte, Jahrgang 59, 1996, S. 177–183.
- Der Südtiroler Jesuitenpater Matthäus Rader. Seine Herkunft und sein Wirken, in: Der Schlern, Jahrgang 70, 1996, S. 724–736.
- Das Epistolarium P. Matthäus Raders SJ und der Ellwanger Maler August Stubenvoll, in: Ellwanger Jahrbuch, Jahrgang 36, 1995/96, S. 214–218.
- „Ich bin eines armen Bäckers Sohn!“ Matthäus Rader SJ (1561–1643), in: Archivum historicum Societatis Jesu, Jahrgang 70, 2001, Nummer 139, S. 173–180.
- Ignatius von Loyola und das Corporate Design der Gesellschaft Jesu, in: Sammelblatt des Historischen Vereins Ingolstadt, Nummer 111, 2002, S. 85–96.